# Hessen

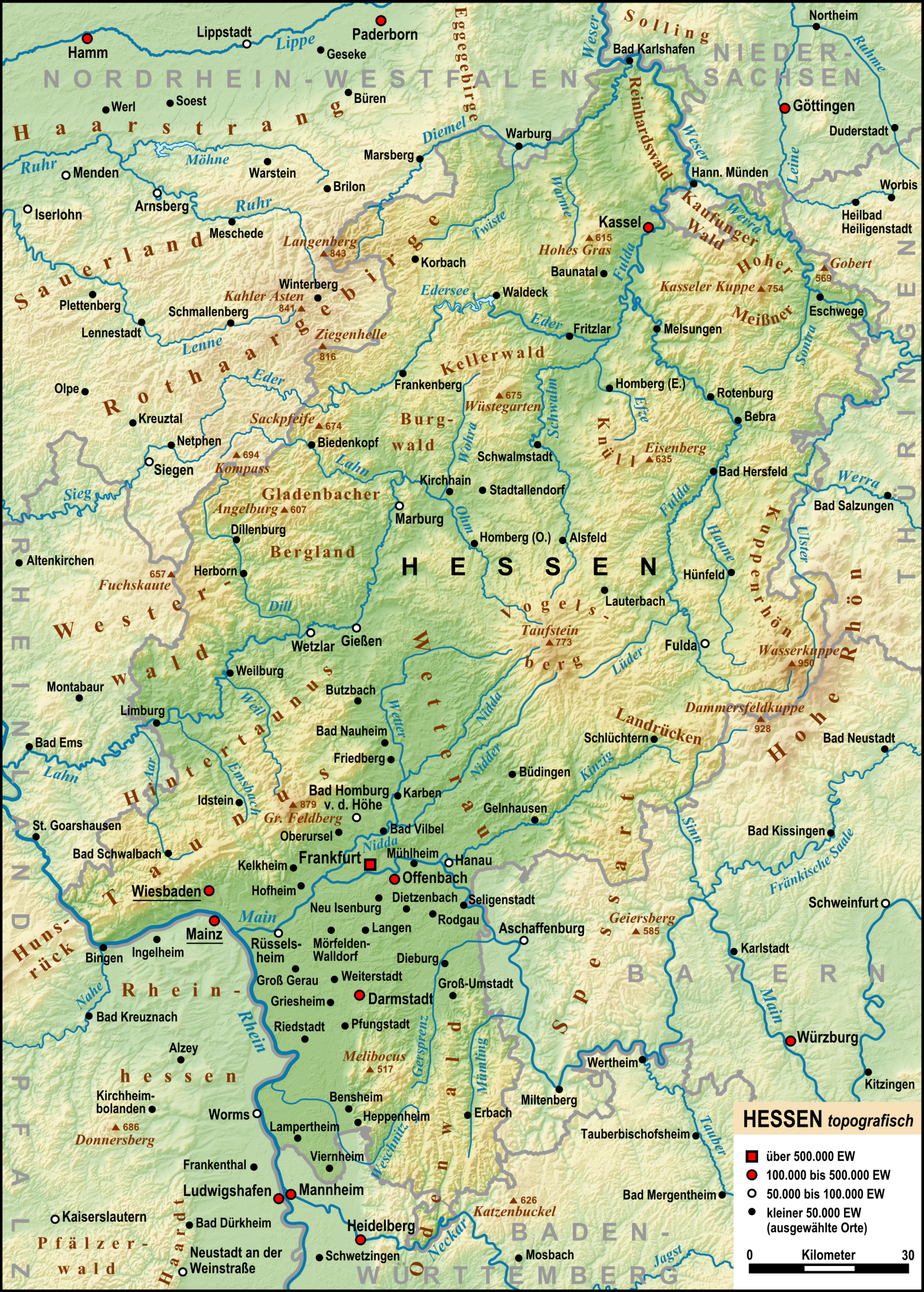
Geografie van Hessen

Hessen is een deelstaat in het midden van Duitsland. De hoofdstad van Hessen is Wiesbaden, de grootste stad is Frankfurt am Main. De deelstaat telt 6.293.154 inwoners (31 december 2020) op een oppervlakte van 21.115,69 km². Op 31 december 2020 had 18,1% van de inwoners een niet-Duits staatsburgerschap (1.138.795 niet-Duitsers) en hadden 8.085 inwoners het Nederlandse staatsburgerschap.

## Geschiedenis
Er zijn meerdere hunebedden in het gebied te vinden, zie ook Lijst van hunebedden in Hessen.
Het huidige Hessen werd in 1945 gevormd door samenvoeging van de Pruisische provincie Hessen-Nassau en de volksstaat Hessen (het voormalige Hessen-Darmstadt).

## Geografie

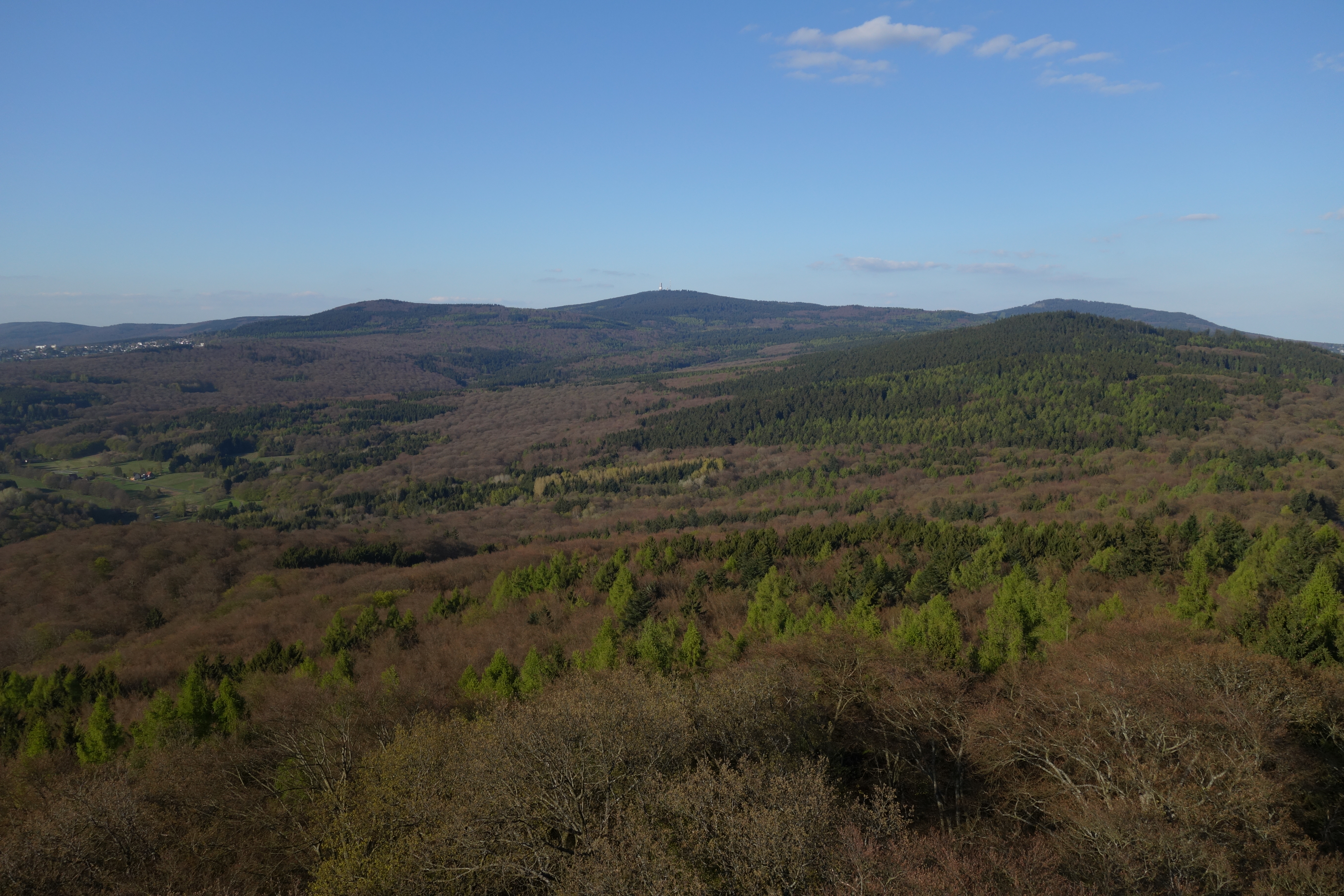
Uitgestrekt bosgebied in de Taunus: 40 procent van de oppervlakte van Hessen bestaat uit bossen.

Gelegen in het midden van Duitsland, grenst Hessen aan (vanuit het noordwesten en met de klok mee) de Duitse deelstaten Noordrijn-Westfalen, Nedersaksen, Thüringen, Beieren, Baden-Württemberg en Rijnland-Palts.
40 procent van de oppervlakte van Hessen bestaat uit bossen.
In het zuiden van Hessen ligt het Rijn-Maingebied met de grote steden Frankfurt am Main, Offenbach am Main, Hanau, Wiesbaden en Darmstadt. Dit gebied ligt overigens gedeeltelijk buiten Hessen.
Universiteiten bevinden zich in Darmstadt, Frankfurt, Gießen, Marburg en Kassel.

## Wijnbouw
Ten oosten van Darmstadt, ten zuiden langs de Hessische Bergstraße en ten westen van Wiesbaden in de Rheingau, vindt wijnbouw plaats.

## Steden in Hessen
Met inwonertallen per 31 december 2020:
1. Frankfurt am Main : 764.104
2. Wiesbaden : 278.609
3. Kassel : 201.048
4. Darmstadt : 159.174
5. Offenbach am Main : 130.892
6. Hanau : 97.137
7. Gießen : 90.131
8. Marburg : 76.401
9. Fulda : 67.980
10. Rüsselsheim am Main : 65.972
11. Bad Homburg vor der Höhe : 54.092
12. Wetzlar : 53.188
13. Oberursel (Taunus) : 46.678
14. Rodgau : 46.005
15. Dreieich : 41.996
16. Bensheim : 40.791
17. Hofheim am Taunus : 39.905
18. Maintal : 39.307
19. Langen : 38.524
20. Neu-Isenburg : 38.204
21. Limburg an der Lahn : 35.648
22. Mörfelden-Walldorf : 34.799
23. Bad Vilbel : 34.714
24. Dietzenbach : 34.429
25. Viernheim : 34.281

## Bestuurlijke indeling

Landkreise van Hessen

Hessen is onderverdeeld in de drie Regierungsbezirke (bestuurlijke regio's) Kassel, Gießen en Darmstadt, die samen weer onderverdeeld zijn in 21 Landkreisen en vijf kreisfreie steden. Het totaal aantal gemeenten is 426:

### Landkreismet hoofdplaats
| Regierungsbezirk Darmstadt | Regierungsbezirk Gießen | Regierungsbezirk Kassel |
| --- | --- | --- |
| 1. Bergstraße (Heppenheim) 2. Darmstadt-Dieburg (Darmstadt) 3. Groß-Gerau (Groß-Gerau) 4. Hochtaunuskreis (Bad Homburg) 5. Main-Kinzig-Kreis (Gelnhausen) 6. Main-Taunus-Kreis (Hofheim am Taunus) 7. Odenwaldkreis (Erbach) 8. Offenbach (Dietzenbach) 9. Rheingau-Taunus-Kreis (Bad Schwalbach) 10. Wetteraukreis (Friedberg) | 1. Gießen (Gießen) 2. Lahn-Dill-Kreis (Wetzlar) 3. Limburg-Weilburg (Limburg) 4. Marburg-Biedenkopf (Marburg) 5. Vogelsbergkreis (Lauterbach) | 1. Fulda (Fulda) 2. Hersfeld-Rotenburg (Bad Hersfeld) 3. Kassel (Kassel) 4. Schwalm-Eder-Kreis (Homberg (Efze)) 5. Werra-Meißner-Kreis (Eschwege) 6. Waldeck-Frankenberg (Korbach) |

### Kreisfreie steden

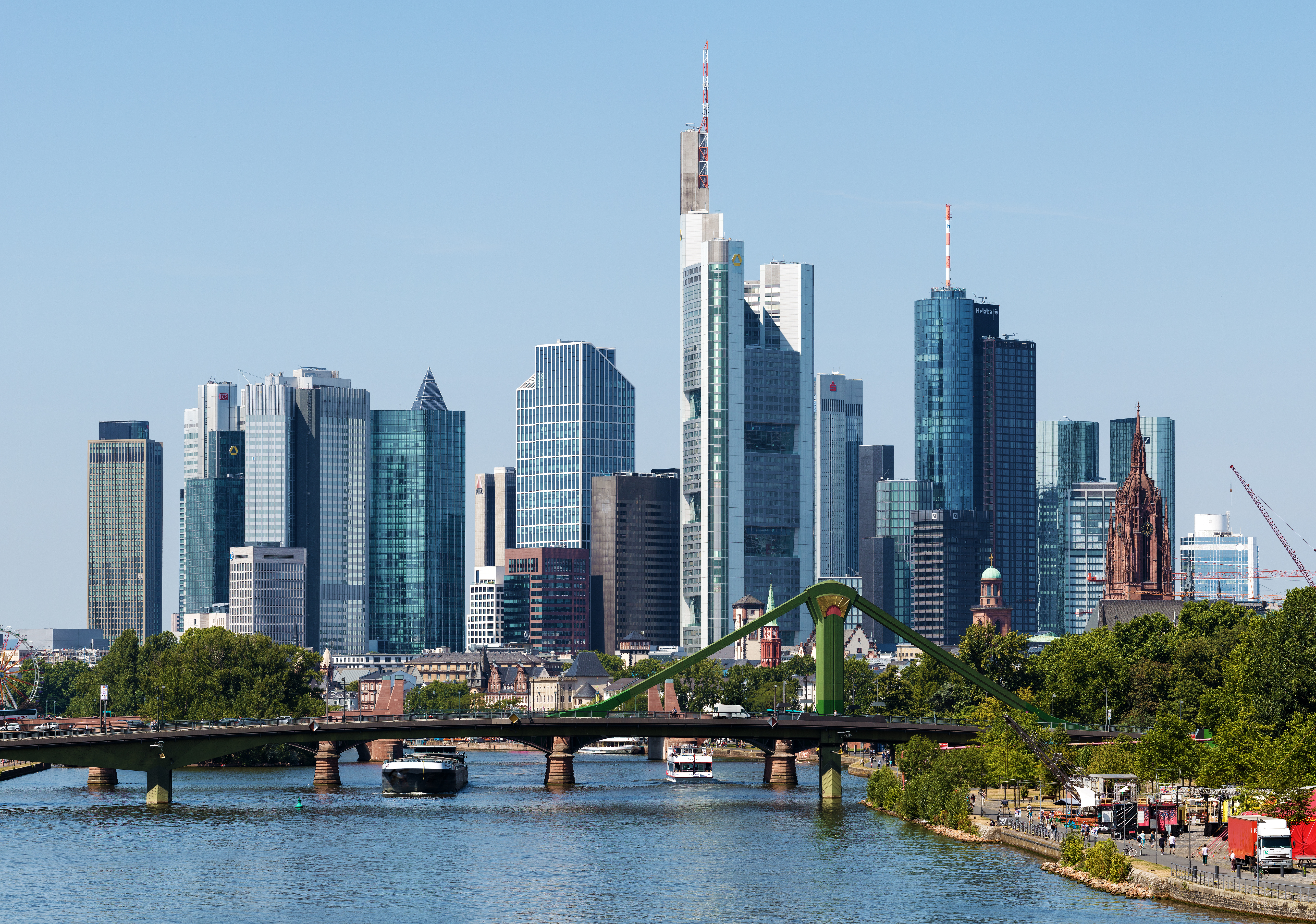
Frankfurt am Main

- Darmstadt
- Frankfurt am Main
- Kassel
- Offenbach
- Wiesbaden

### Gemeenten
- Zie Lijst van steden en gemeenten in Hessen.

## Politiek

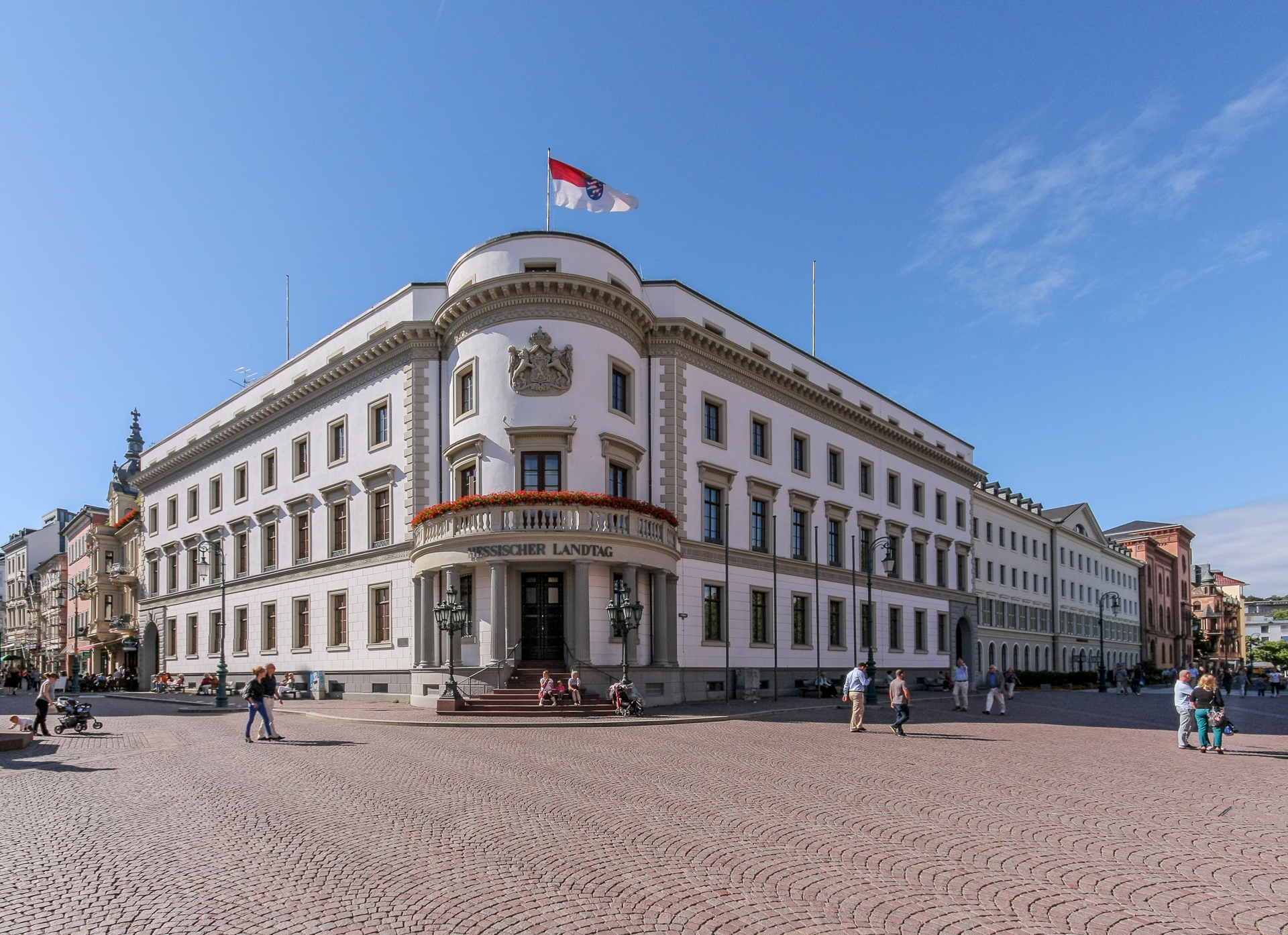
Het Stadtschloss in Wiesbaden

### Parlement
De wetgevende macht van Hessen ligt in handen van de Landdag, die sinds 1946 gehuisvest is in het Stadtschloss van Wiesbaden. Sinds oktober 2018 telt het parlement 137 zetels. Verkiezingen voor de Landdag vinden om de vijf jaar plaats (tot 2003 was dit om de vier jaar). De SPD was tot 1978 steevast de grootste partij in de Landdag van Hessen; nadien was dit meestal de CDU. 
Na de verkiezingen van 2023 vormde de CDU samen met de SPD een coalitie onder leiding van minister-president Boris Rhein. Daarmee werd de links-conservatieve regering tussen CDU en Bündnis 90/Die Grünen beëindigd.

## Vernoemingen
Zowel de hessenweg als de hessenwagen worden toegeschreven aan deze landstreek.
 Baden-Württemberg ·  Beieren ·  Berlijn ·  Brandenburg ·  Bremen ·  Hamburg ·  Hessen ·  Mecklenburg-Voor-Pommeren ·  Nedersaksen ·  Noordrijn-Westfalen ·  Rijnland-Palts ·  Saarland ·  Saksen ·  Saksen-Anhalt ·  Sleeswijk-Holstein ·  Thüringen